# 非洲南方古猿
非洲南方古猿，又名非洲南猿或南方古猿非洲種，是屬於早期人科的非洲南方人猿，生存於200-300萬年前的上新世。較古老的阿法南方古猿與非洲南方古猿都較纖細，估計是現今人類的直接祖先。化石遺骸顯示非洲南方古猿更像現今人類，相似的頭顱骨可以容納更大的腦部及有更像人的五官。非洲南方古猿已在4個地方發現，包括湯恩、斯泰克方丹、馬卡潘斯蓋及Gladysvale洞穴。

## 著名化石

### 湯恩幼兒
雷蒙·達特（Raymond Dart）於1924年在南非近金伯利的湯恩發現了一些骨頭及頭顱骨碎片，取名為「湯恩幼兒」。該頭顱骨有點像猿的，但卻有人類的特徵，如眼窩、近半圓形排列的牙齒及枕骨大孔（顯示能直立站立），牠的腦不只遠大於其它猿類，還有進階前腦，這是人類擁有，但猿沒有的特徵。
達特在1925年於英國的科學期刊《自然》發表成果，將這個標本命名為非洲南方古猿，並指牠是猿與人類的中間物種。但是當時英國學界認為「大顱腔必較雙足行走先出現」（人先演化大腦，後發展出較小的牙齒和直立姿勢），且輕視達特僅是南非一個解剖學家，故沒有接受達特的說法。，另外，當時英國人對皮爾當人的廣泛接納，更使情況惡化。皮爾當人的支持者阿瑟·基思爵士（Sir Arthur Keith）指「湯恩幼兒」的頭顱骨是屬於一頭幼猿，或是一頭大猩猩嬰兒。雖然1931年達特帶著「湯恩幼兒」，前往英國接受學界檢視，但英國人類學家仍不接受，更熱門的消息是發現北京人的頭骨，與皮爾當人的發現，共同支持極為盛行的「人類起源於歐亞大陸」說法，於是「湯恩幼兒」的重要性被忽略了。

### 普萊斯夫人

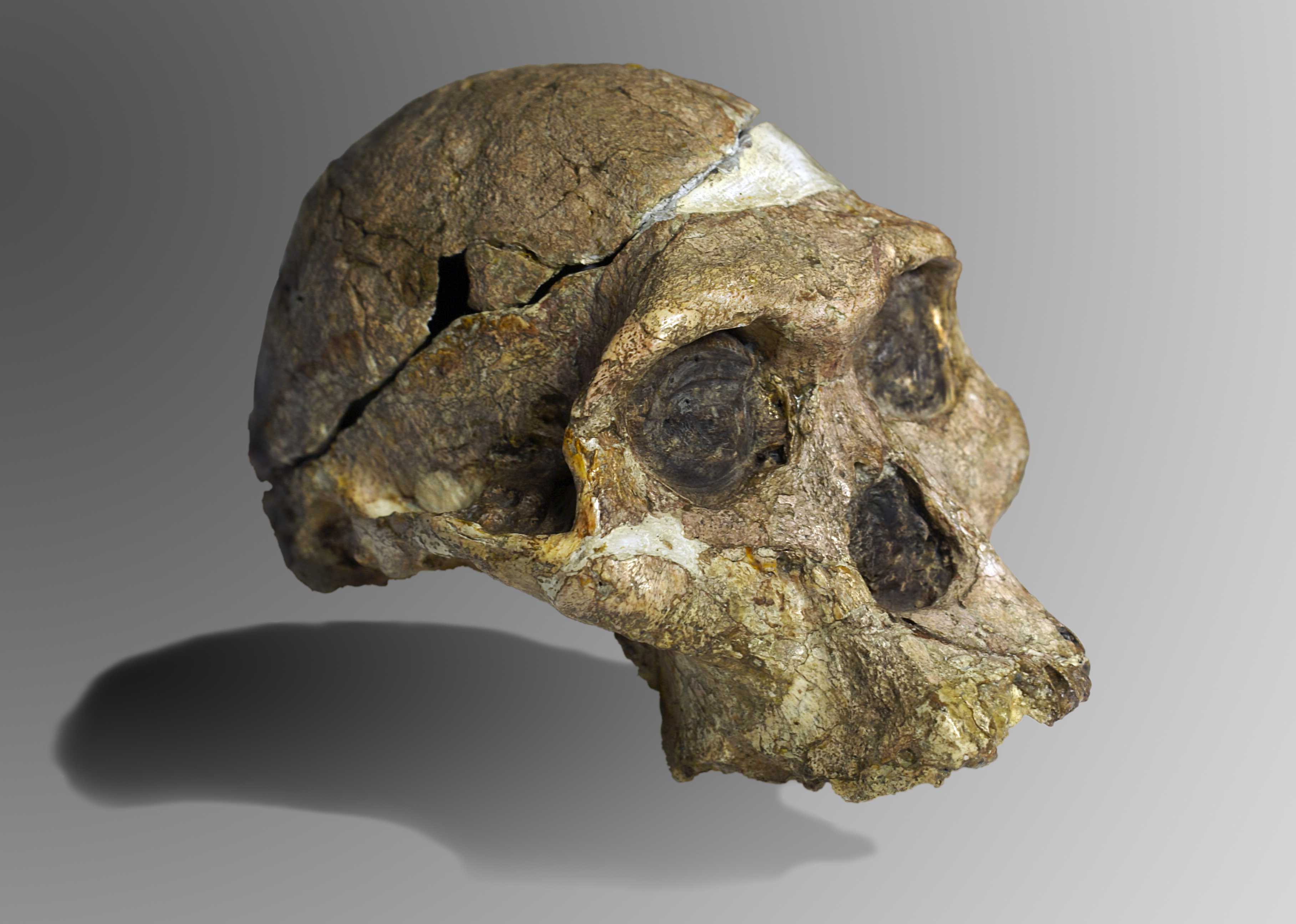
普萊斯夫人

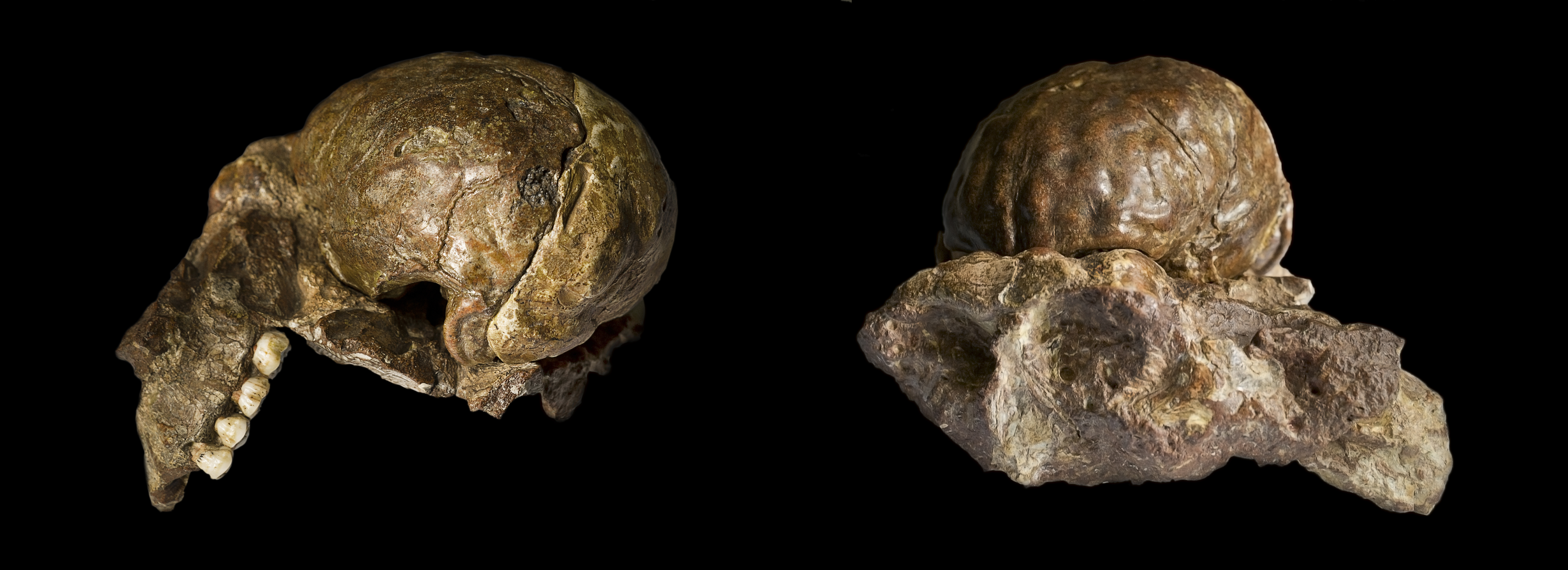
Australopithecus africanus

雷蒙德·达特的理論得到羅伯特·布魯姆（Robert Broom）支持。於1938年，布魯姆獲得一個化石頭骨，該頭骨的顱腔（腦室膜內膜部分），容量有有485立方厘米，這份化石頭骨標本被命名為德蘭士瓦邇近猿（Plesianthropus transvaalensis）。於1947年4月18日，布魯姆及约翰·塔尔博特·鲁宾逊（John T. Robinson）在斯泰克方丹發現一個屬於中年女性的頭顱骨（目前重新確認為男性），編號STS 5。布魯姆亦將它分類為Plesianthropus transvaalensis，而報章報導則簡化為「普萊斯夫人」。雷蒙·達特將之（及湯恩幼兒）比較猿後，發現缺乏面部突出部份，與較進化的人亞科相似。這兩個化石後來都被編入非洲南方古猿中。

## 形態
非洲南方古猿與阿法南方古猿在很多方面都很相似，牠們都是雙足行走，而手臂亦稍長於腳。除了頭蓋與人類相似外，非洲南方古猿有其他較原始特徵，如像猿的彎曲手指可以攀樹。
由於在非洲南方古猿有其他原始的特徵，一些學者相信牠們演化成傍人，而非現今人類的祖先。羅百氏傍人就相信是非洲南方古猿的後裔。羅百氏傍人及非洲南方古猿的頭顱骨非常相似，但羅百氏傍人則較粗壯，適合像大猩猩般咀嚼食物。另一方面，非洲南方古猿的頭顱骨則較接近黑猩猩，腦部大小都約有400-500立方厘米，所以牠可能有像猿般的智能。非洲南方古猿的盆骨較阿法南方古猿纖細，更為適合雙足行走。
查爾斯·達爾文指人類最源自於非洲，米芙·利基家族支持達爾文的說法，因為在當地有很多人科的發現，例如在東非利特里的腳印。另外人類學家認為，美洲人是經由亞洲遷移過去的。

### 雙足行走
現今人類在腰椎上的兩性異形亦出現在非洲南方古猿上。這是雌性在懷孕上演化出的適應性，是非兩足行走的靈長目所沒有的。

## 外部連結
- MNSU
- Smithsonian （页面存档备份，存于）
- Handprint （页面存档备份，存于）